# New Rose
«New Rose» — песня британской рок-группы The Damned, написанная Брайаном Джеймсом, выпущенная синглом 22 октября 1976 года лейблом Stiff Records и считающаяся первым синглом британской панк-группы в истории. В 1977 году сингл вышел также в Германии, Нидерландах и Франции. «New Rose» (как и би-сайд, версия битловской «Help!») прочно вошла в концертный репертуар группы и была включена в дебютный альбом Damned Damned Damned. Впоследствии и сингл, и альбом неоднократно переиздавались.

## Отзывы критики
Нед Раггетт, называя песню «New Rose», в которой «дух 77-го впервые получил виниловое воплощение», «столь же (заслуженно) легендарной, как Anarchy in the UK и White Riot», писал: 
...И так родился британский панк - самым простым и красивым образом, одновременно с бессмертным, ядерно-мощным гимном романтике, непоколебимой под напором самых даже мрачных предчувствий, о которых первые слова Дэйва Вэнина: «Она правда встречается с ним?» - говорят практически всё...Нед Раггетт

## Список композиций
| №  | Название   | Автор(ы)      | Длительность |
| -- | ---------- | ------------- | ------------ |
| 1. | «New Rose» | Брайан Джеймс | 2:46         |

| №  | Название | Автор(ы)                   | Длительность |
| -- | -------- | -------------------------- | ------------ |
| 1. | «Help!»  | Джон Леннон, Пол Маккартни | 1:43         |

## Участники записи
- Продюсер — Nick Lowe
- Вокал — Dave Vanian
- Гитара — Brian James
- Бас-гитара — Captain Sensible
- Ударные — Rat Scabies

## Издания
- 1977 — Damned Damned Damned (2:44, Stiff, Sanctuary)
- 1981 — The Best of the Damned (Chiswick Records)
- 1982 — Live at Shepperton 1980 (1:48, Ace)
- 1983 — Live at Newcastle (2:04, Receiver)
- 1986 — Not the Captain’s Birthday Party? (2:17 Castle Music Ltd.)
- 1987 — The Light at the End of the Tunnel (2:39 MCA)
- 1987 — Mindless, Directionless, Energy: Live at the Lyceum (Restless)
- 1988 — 21 Years of Alternative Radio 1 (2:44, Strange Fruit)
- 1989 — Final Damnation (2:38, Castle Music Ltd.)
- 1991 — Live Marble (Arch Records)
- 1992 — Ballroom Blitz (1:54, Receiver Records)
- 1992 — Collection (Griffin Records)
- 1992 — Skip Off School to See the Damned (The Stiff Singles A’s & B’s) (2:46, Demon Records)
- 1992 — The Stiff Records Box Set (2:44, Rhino Records)
- 1993 — D.I.Y.: Anarchy in the UK: UK Punk I (1976-77) (2:45, Rhino)
- 1994 — GB Explosion (2:39, Castle Music Ltd.)
- 1994 — Sessions of the Damned (2:41,Varese)
- 1994 — Totally Damned (2:39, Castle Music Ltd.)
- 1994 — Very Best of the Damned (2:44, MCI)
- 1994 — Your Generation: 18 Punk & New Wave Classics (2:45, Music Club Records)
- 1995 — The Best of the Damned Live (1:58, Emporio)
- 1995 — Best Punk Album in the World…Ever (Virgin)
- 1996 — Fiendish Shadows (3:01, Cleopatra)
- 1996 — New Wave Archive (2:04, Rialto)
- 1997 — God Save the Queen: 1976—1996/20 Years of Punk (Cleopatra)
- 1998 — 100 % Pure Bollocks: The Unacceptable Stench of BullshiArt (Caroline)
- 1998 — Born to Kill (2:04, Recall UK)
- 1999 — Anarchy, Angst & Bollocks: UK Punk Anthology (2:37, Varese)
- 1999 — The Greatest Punk Album of All Time (2:41, Dressed To Kill)
- 1999 — The Shit Factory: Greatest Punk Swindle (2:40, Dressed To Kill)
- 2001 — The Entire History of Punk (2:39, Dressed To Kill)
- 2001 — God Save the Queen (Cleopatra)
- 2001 — Gothic Madness (3:01, Big Eye Music)

## Кавер-версии
- Guns N' Roses, The Spaghetti Incident? (1993)
- Poison Idea, Pajama Party (1992)
- Hammerbox, была выпущена на сборнике Another Damned Seattle Compilation (1991)